# Folke Eriksson (militär)
Folke Jakob Edvard Eriksson, född den 29 december 1881 i Stockholm, död den 8 september 1962 i Båstad, var en svensk militär. 
Eriksson blev underlöjtnant i Kustartilleriet 1903, löjtnant där 1906, kapten där 1916 och major 1930. Han var kommendant i Älvsborgs fästning 1930–1936 och ingick sedan som major i Kustartilleriets reserv. Eriksson blev riddare av Svärdsorden 1924. 
Folke Eriksson var son till Jakob Eriksson, gift med Kerstin Glimstedt-Eriksson och far till Ulf Glimstedt. Han vilar på Hyllie kyrkogård i Malmö.